# Alto Alegre (ort)
Alto Alegre är en ort i Brasilien.   Den ligger i kommunen Alto Alegre och delstaten São Paulo, i den södra delen av landet, 700 km söder om huvudstaden Brasília. Alto Alegre ligger 510 meter över havet och antalet invånare är 4 105.
Terrängen runt Alto Alegre är huvudsakligen platt. Alto Alegre ligger uppe på en höjd. Närmaste större samhälle är Penápolis, 19,9 km norr om Alto Alegre.
Omgivningarna runt Alto Alegre är en mosaik av jordbruksmark och naturlig växtlighet. Runt Alto Alegre är det glesbefolkat, med 13 invånare per kvadratkilometer.